# Rue du Colonel-Moll
La rue du Colonel-Moll est une rue située dans le 17e arrondissement de Paris, en France.

## Situation et accès
La rue du Colonel-Moll débute perpendiculairement à la rue des Acacias, face au no 22, et se termine perpendiculairement à la rue Saint-Ferdinand, face au no 14.
La rue est ouverte en deux parties que l'on peut reconnaître aujourd’hui car elles ne se raccordent pas exactement et ne sont pas alignées. Comme indiqué dans la nomenclature des rues de Paris, la partie B (vers l'avenue des Ternes) est ouverte en 1904 ; la partie A (vers la rue des Acacias) en 1911.
Vers le milieu de la rue, face au no 10, débute perpendiculairement la rue des Colonels-Renard.
Le quartier est desservi par la ligne 1 à la station Argentine.
Une partie de la rue est « piétonnisée » en 2021.

## Origine du nom
La rue est nommée rue du Colonel-Moll en hommage à Henri Moll (1871-1910), officier français tué au champ d'honneur.

## Historique
En 1862, la duchesse d'Armaillé, descendante du marquis d'Armaillé, qui avait encore des terrains au-delà de l'église, cède ceux-ci à la ville pour construire une école.
En 1882, on a construit une école en bois. Puis en 1887, le baraquement est remplacé par deux constructions en pierre : une école de garçons rue Saint-Ferdinand et une école de filles vers l'arrière. C'est le long de cette école, où le bas de la rue est ouvert en 1904 avec le nom de « square Saint-Ferdinand ».

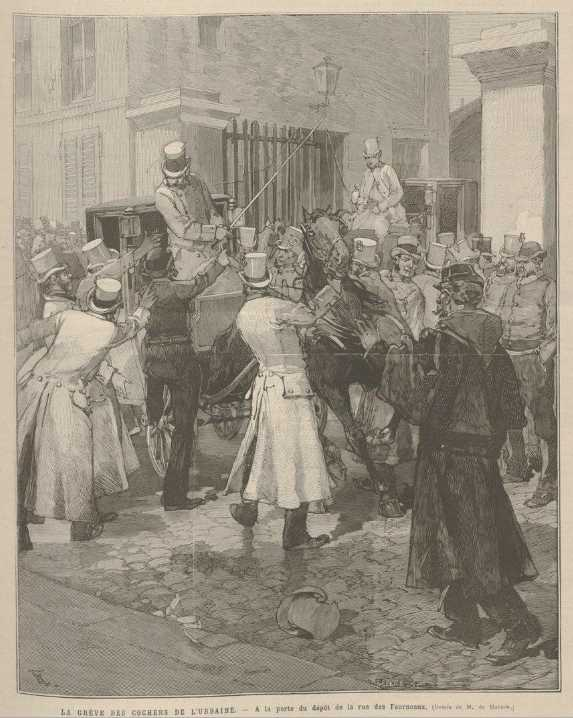
Entrée des cochers dans un dépôt de l’Urbaine en 1884.

Dans le haut de la future rue du Colonel-Moll se trouve alors le dépôt de l'Étoile de la Compagnie parisienne de voitures l'Urbaine, dont l'entrée est située entre les nos 13 et 15, rue des Acacias, c'est-à-dire exactement où se situe la future voie.
« Ses voitures se distinguent de toutes les autres car les roues, la caisse et le train des voitures sont jaune paille, les portières des coupés sont ornées d'un écusson aux armes de la Ville de Paris surmontées d'un buste de cheval, les lanternes portent en exergue le mot Urbaine, les cochers ont la livrée blanche et le chapeau blanc ».
En 1880, l'Urbaine est propriétaire de 32 000 m2 dans Paris, dont 10 614 m2 au dépôt de l'Étoile. Au 31 décembre 1880, la Compagnie parisienne de voitures l'Urbaine affiche pour son parc hippomobile les chiffres suivants :
- 742 coupés, dont 14 à 4 places ;
- 490 victorias et cabs ;
- un nombre important de voitures de grande remise et de voitures de corvée ;
- 2044 chevaux.

Le dépôt de l'Étoile reste longtemps l'un des plus importants dépôts de la compagnie avec ses nombreux chevaux (en 1884, on y compte plus de 180 voitures). Il comporte en outre une maison de rapport, le tout estimé à 2 350 000 francs.
Le propriétaire, Henri de Lamonta, meurt jeune, en laissant une situation financière difficile. Lors de sa succession, la Compagnie est mise en liquidation judiciaire le 13 juillet 1898, la faillite de la Compagnie est prononcée en 1909 et ses derniers actifs sont alors mis en adjudication.

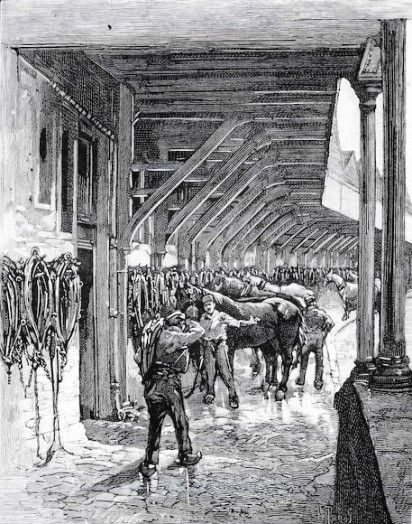
Cour couverte d'un dépôt dédiée au harnachement des chevaux.

Henri Calet, se souvient de son enfance rue des Acacias : « À l'époque dont je parle, il n'y avait déjà plus un seul acacia dans la rue. Mais il y avait encore les remises de l'Urbaine, juste en face de notre maison, d'où il nous venait des bonnes bouffées d'odeur de crottin de cheval. Les cochers de l’Urbaine, on les appelait les boîtes à lait par opposition aux boîtes à cirage d'une compagnie rivale. À cause des coiffures de carton bouilli blanc et brillant des uns, noir et brillant aussi des autres. […] Je vois des dames à voilette et à robes entravées, des messieurs à moustaches et à chapeaux melon, énormément de chapeaux melon… Nous étions heureux […]. Je pourrais raconter ma jeunesse en odeurs : l'eau de Javel, le crottin, les violettes… »
C'est donc vers 1910 que les terrains de l'Urbaine sont acquis par des particuliers, et que la petite rue du nom de « square Saint-Ferdinand » est prolongée jusqu'à la rue des Acacias. Cette partie est lotie et construite par plusieurs architectes mais de façon assez homogène entre 1911 et 1913, comme l'attestent les dates sur les façades.

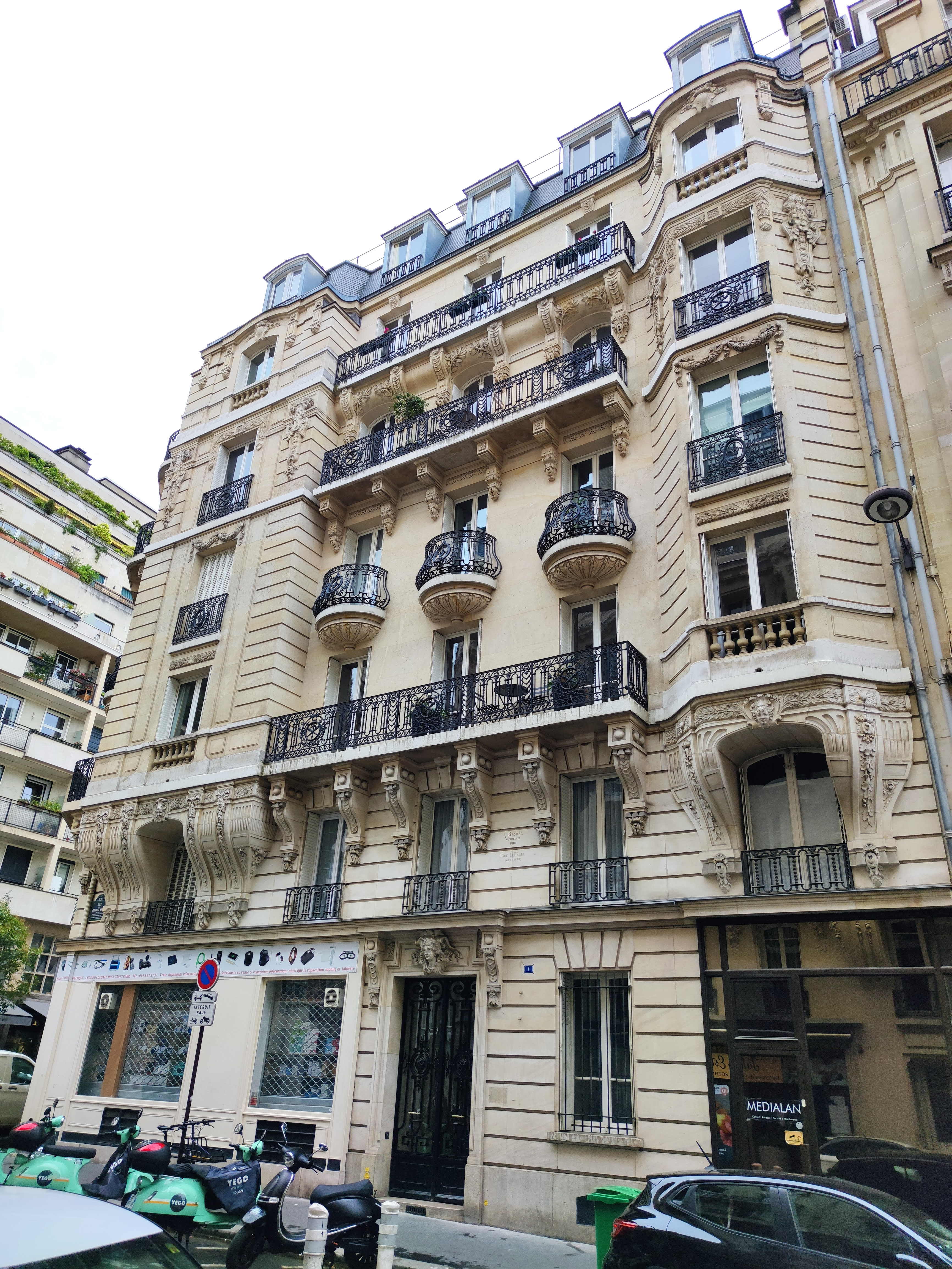
No 1.

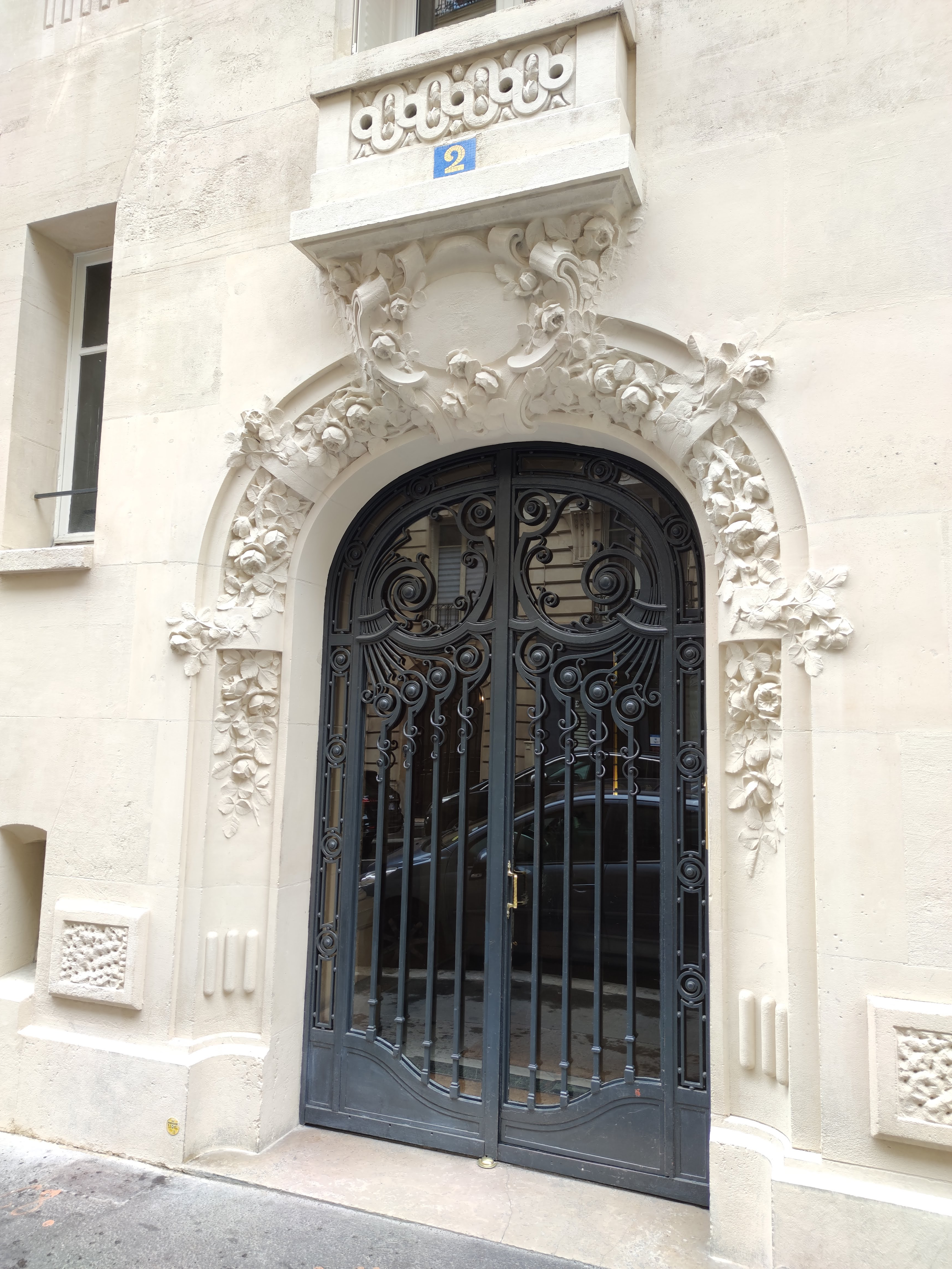
No 2 : entrée.

## Bâtiments remarquables et lieux de mémoire
- No 1 : immeuble construit en 1910 sur les plans de l'architecte Albert Besdel, comme le signale une inscription en façade. Les sculptures sont de Paul Le Bègue[7].
- No 2 : naissance du médecin et Pr Jean Bernard le 26 mai 1907[8],[9].
- Nos 3, 5 et 6 : immeubles respectivement construits en 1913, 1912 et 1911, sur le splans d'Henri Preslier[10].
- No 14 : immeuble de sept étages en pierre de taille dans un style architectural éclectique, réalisé en 1912 sur les plans de l'architecte Paul Lahire[11].
- No 15 : immeuble de sept étages en pierre de taille, conçu en 1911 par Henri Preslier. L'immeuble dans la cour est en brique.
- No 16 : école maternelle et école élémentaire publiques[12].
- No 21 : immeuble de sept étages en pierre de taille utilisant le style architectural de l'éclectisme, réalisé en 1912 sur les plans de l'architecte Paul Lahire[13].

## Pour approfondir